# Dunnes

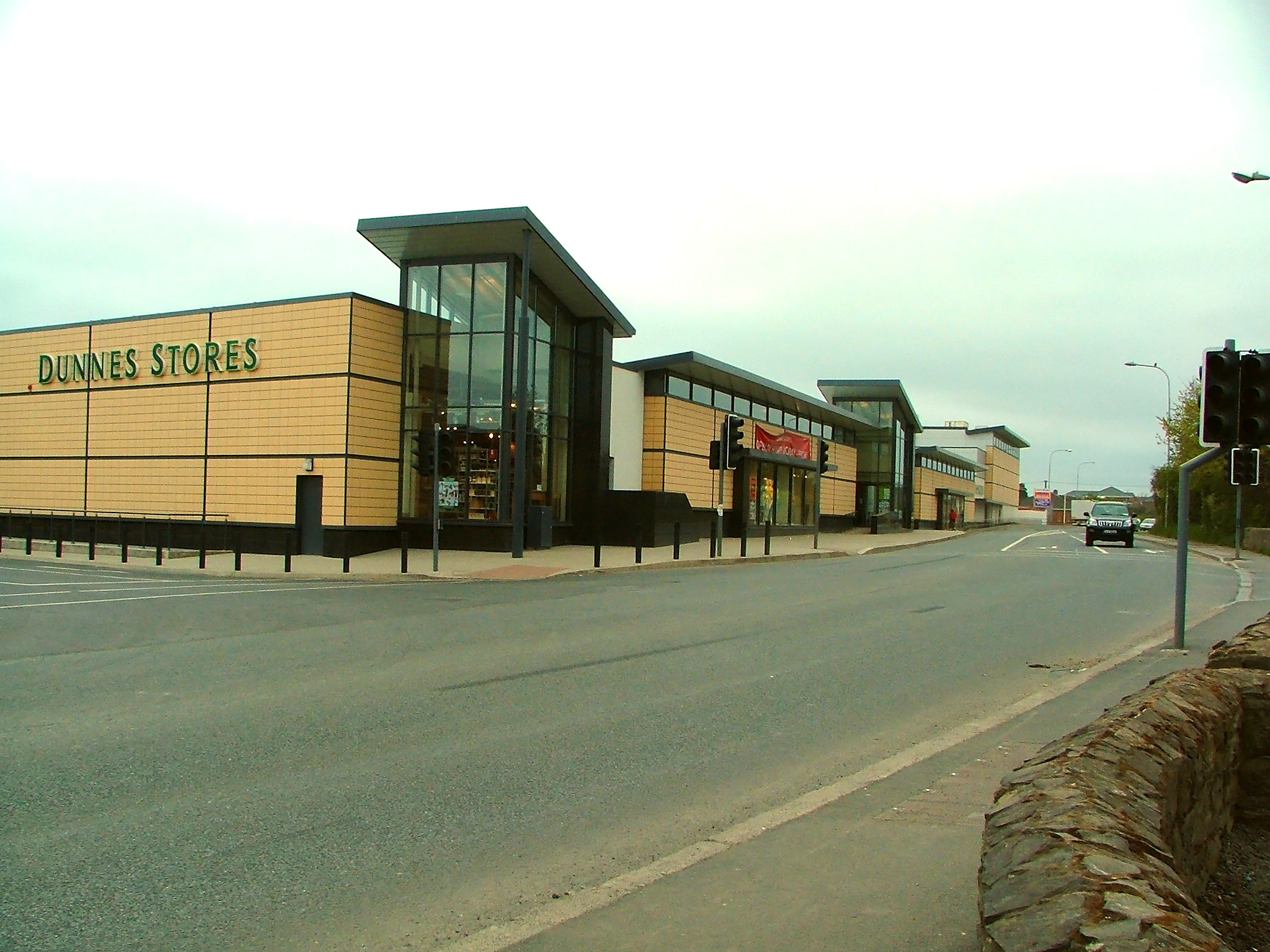
Sklep Dunnes w Ashbourne hrabstwo Meath, Irlandia

Dunnes – irlandzka sieć supermarketów zajmująca się sprzedażą żywności, odzieży i sprzętu AGD. 
Większość sklepów sieci Dunnes zlokalizowana jest w Irlandii oraz w Irlandii Północnej. Ponadto sieć posiada sklepy w Wielkiej Brytanii oraz Hiszpanii. Sposób prowadzenia działalności jest wzorowany na brytyjskiej sieci Marks and Spencer, w której supermarket jest zlokalizowany „pod jednym dachem” ze sklepem odzieżowym. W takiej formie jednakże firma funkcjonuje tylko w Irlandii, sklepy w Hiszpanii i Wielkiej Brytanii koncentrują się głównie na sprzedaży odzieży i tekstyliów. Najbardziej znaną marką firmy jest marka „St. Bernard” (św. Bernard). W ostatnich latach można jednak zaobserwować zamianę marki „St. Bernard” na markę „Dunnes Stores”, zwłaszcza wśród produktów odzieżowych. 

## Historia
Sieć została założona w 1944 w Cork przez Bena Dunne Seniora i początkowo zajmowała się tylko handlem odzieżą. Handel żywnością rozpoczął Dunne w latach 60. XX wieku. W roku 1966 w Cornelscourt hrabstwo Dublin firma otworzyła pierwsze w Irlandii centrum handlowe poza granicami miasta.
Dunnes Stores zasłynął między innymi ze strajku związków zawodowych, które nie chciały zgodzić się na handel towarami pochodzącymi z rządzonej przez apartheid Republiki Południowej Afryki - pracownicy odmówili wykładania ich na półki sklepowe. Spór pomiędzy kierownictwem i związkami zawodowymi zakończył dopiero rządowy zakaz importu towarów z Republiki Południowej Afryki.
12 lipca 2007 roku firma otworzyła nowy sklep odzieżowy w Dublinie. Zlokalizowany przy Henry Street nowy „okręt flagowy” firmy oznaczony jest nazwą „Dunnes” w odróżnieniu do dotychczas używanej „Dunnes Stores”, podobnie jak otwarty we wrześniu 2007 roku supermarket w Citywest. Michael Heffernan – Członek Rady Dyrektorów – ciała zarządzającego firmą - w dniu 24 października potwierdził rebranding firmy na „Dunnes”

## Konkurenci
Głównymi rywalami firmy „Dunnes” na rynku irlandzkim są supermarkety Tesco Ireland, SuperValu. W branży odzieżowej Dunnes rywalizuje m.in. z Penneys (Primark), Marks and Spencer, Arnotts i Debenhams.